# Orthonevra sinuosa
Orthonevra sinuosa är en tvåvingeart som först beskrevs av Jacques-Marie-Frangile Bigot 1884.  Orthonevra sinuosa ingår i släktet glansblomflugor, och familjen blomflugor. Inga underarter finns listade i Catalogue of Life.